# NGC 6565
NGC 6565 ist ein planetarischer Nebel im Sternbild Schütze, welcher etwa 7000 Lichtjahre von der Erde entfernt ist. 
NGC 6565 wurde am 14. Juli 1880 von dem US-amerikanischen Astronomen Edward Charles Pickering entdeckt.